# Ossip Abramowitsch Hannibal
Ossip Abramowitsch Hannibal (russisch Осип Абрамович Ганнибал; * 20. Januarjul. / 31. Januar 1744greg. in Reval; † 24. Oktoberjul. / 5. November 1806greg. in Michailowskoje (Landgut der Puschkins im Gebiet Pleskau)), Alexander Puschkins Großvater mütterlicherseits, war einer der vier Söhne des Ehepaares Christina Regina von Sjöberg (1717–1781) und Abraham Hannibal.
In der Artillerie der Kaiserlich Russischen Kriegsmarine diente sich Ossip Hannibal wie bereits sein älterer Bruder Iwan in den Jahren 1762 bis 1770 vom Leutnant zum Major hoch und quittierte den Militärdienst 1772 als Kapitän Zweiten Ranges. Darauf wirkte er als Richter am Gerichtshof Pleskau und als Berater bei Regierungsstellen in Sankt Petersburg.
Ossip Hannibal heiratete 1773 Marija Alexejewna Puschkina (1745–1818). 1775 wurde die Tochter Nadeschda geboren. Der frischgebackene Vater ließ Frau und Kind im Stich, erklärte Marija für tot und lebte ab 1779 mit Ustinja Jermolajewna Tolstaja in Michailowskoje zusammen. 1784 scheiterte dann auch die zweite Verbindung. Während Marija den Gatten der Bigamie bezichtigte, verschaffte sich die listige Ustinja fleißig materielle Vorteile. Dem Ehebrecher drohte eine Kirchenstrafe: sieben Jahren Buße hinter Klostermauern. Ossips Bruder Iwan erreichte Strafmilderung. Der Delinquent durfte in der Schwarzmeerflotte dienen.
Ossip Hannibal hatte von seinem Vater 1782 das Landgut Michailowskoje und etliche Bauerndörfer geerbt. Auf dem Gut verbrachte er seinen Lebensabend und legte unter anderen um das Herrenhaus den heutigen Park an.